# Otto Hermann von Pfeilitzer-Franck
Otto Hermann von Pfeilitzer-Franck (* 11. März 1788 in Kurland; † 1844) war ein russischer Offizier und Gouverneur deutsch-baltischer Abstammung.

## Leben
Otto Hermann war Angehöriger des kurländischen Adelsgeschlecht Pfeilitzer genannt Franck. Er war ein Sohn von Hermann Kasimir von Pfeilitzer-Franck und Caroline, geborene von Schlippenbach. 
Er diente zuerst im 1. Kadettenkorps in St. Petersburg, 1806 wurde er Fähnrich. An den Feldzügen bis 1814 nahm er teil, und erhielt für seinen Einsatz in der Schlacht bei Borodino den Orden des Heiligen Wladimir IV. Klasse. Anschließend war er in Frankreich im Besatzungskorps. 1817 kam er zum Garde-Dragoner-Regiment unter Michail Semjonowitsch Woronzow, wo er 1822 Adjutant und 1824 Offizier für besondere Aufträge war. Bereits 1823 avancierte er zum Oberst.  
1829 wurde er zum Wirklicher Staatsrat ernannt. 1829 war er Leiter des Kampfes gegen die Pest und 1830 bis 1831 gegen die Cholera. 1831 wurde er Zivilgouverneur von Jekaterinoslaw und war seit 1832 Stadthauptmann von Taganrog, Rostow am Don, Nachitschewan am Don und Mariupol. In Taganrog war er auch Chef des Zollbezirks. 1843 hat er seinen Abschied erhalten und verstarb im Jahr darauf.